# No Matter How Long the Line Is at the Cafeteria, There's Always a Seat
No Matter How Long the Line at the Cafeteria, There's Always a Seat è il terzo album in studio del gruppo hardcore punk statunitense Big Boys, pubblicato nel 1984 da Enigma Records.
Si tratta del disco più vario della band dal punto di vista musicale, in cui vengono aggiunte influenze dal power pop e dagli Hüsker Dü.

## Tracce
1. No – 2:26
2. Narrow View – 2:08
3. I Do Care – 2:40
4. Listen – 1:31
5. What's the Word? – 4:12
6. Common Beat – 5:17
7. No Love – 1:47
8. Which Way to Go – 2:34
9. Killing Time – 1:13
10. Work – 3:29

## Formazione
- Randy Turner - voce
- Tim Kerr - chitarra
- Chris Gates - basso
- Rey Washam - batteria